# جون مالوري آشر
جون مالوري آشر (بالإنجليزية: John Mallory Asher)‏ مواليد 13 يناير 1971 في لوس أنجلوس، كاليفورنيا، الولايات المتحدة، هو ممثل وكاتب سيناريو مخرج أمريكي بدأ مسيرته الفنية عام 1990.

## الأعمال
- 2008: سي اس آي:التحقيق في موقع الجريمة
- 2007: لاس فيغاس
- 1991: متزوج وعندي أطفال

## وصلات خارجية
- جون مالوري آشر على موقع IMDb (الإنجليزية)
- جون مالوري آشر على موقع ألو سيني (الفرنسية)
- جون مالوري آشر على موقع أول موفي (الإنجليزية)
- جون مالوري آشر على موقع قاعدة بيانات الأفلام السويدية (السويدية)
- جون مالوري آشر على موقع قاعدة بيانات الفيلم (الإنجليزية)
- جون مالوري آشر على موقع كينوبويسك (الروسية)